# Il Giorno

Francobollo celebrativo che rappresenta il manifesto disegnato nel 1956 da Raymond Savignac.

Il Giorno è un quotidiano di Milano, con edizioni locali nelle principali province della Lombardia.
Insieme alla Nazione di Firenze, Il Resto del Carlino di Bologna, e Il Telegrafo di Livorno, fa parte della rete che porta il nome di QN Quotidiano Nazionale ed è pubblicato dalla Editoriale Nazionale s.r.l. (gruppo Monrif).

## Storia

### Fondazione
Il Giorno nasce per iniziativa del presidente dell'ENI Enrico Mattei, intenzionato a dar vita ad un nuovo quotidiano che fosse d'appoggio alla linea politica ed economica da lui espressa. Fondatore, nel 1953, e presidente dell'ENI, società pubblica controllata dal Ministero delle partecipazioni statali, Mattei era fortemente osteggiato dalla grande industria privata, che non gli lesinava critiche, anche attraverso i giornali. Decise quindi di fondare un proprio quotidiano per rompere l'accerchiamento e controbattere agli attacchi. Non era la prima volta che un'azienda pubblica possedesse un giornale: il Banco di Napoli era proprietario del Mattino e della Gazzetta del Mezzogiorno.
Mattei trovò come socio l'editore marchigiano (quindi suo conterraneo) Cino Del Duca, che aveva fatto fortuna in Francia ed era desideroso di lanciarsi in una nuova impresa. Del Duca accettò il ruolo di socio di minoranza. Il 27 settembre 1955 fu costituita a Milano la «Società Editrice Lombarda» (SEL), della quale Mattei detenne il 51% delle quote e Del Duca il 49%. I due industriali scelsero come presidente della SEL Oreste Cacciabue, noto commercialista milanese. Mattei decise di non apparire pubblicamente come il fondatore del quotidiano, che si presentò ai lettori come giornale indipendente.

### La direzione Baldacci
La nuova testata puntava a costituire un'alternativa al Corriere della Sera per i lettori milanesi. Cino Del Duca prelevò proprio dal giornale concorrente l'inviato Gaetano Baldacci, che promosse alla carica di direttore. Alla guida della "macchina" del giornale Paolo Murialdi e Angelo Rozzoni. Il modello di riferimento fu il quotidiano londinese Daily Express. La prima sede milanese del Giorno è via Settala; quella romana via della Mercede. 
Il primo numero esce il 21 aprile 1956. Il lancio pubblicitario è affidato ad un manifesto di Raymond Savignac. Alla veste grafica ha lavorato nei mesi precedenti il designer Giuseppe Trevisani, che compie diverse innovazioni: impaginazione su otto colonne invece delle abituali nove; prima pagina a vetrina con titoli grandi e vivaci corredati da fotografie, sul modello della stampa anglosassone; gli articoli in prima pagina occupano uno spazio residuale: dopo 15-20 righe continuano nelle pagine interne. Al posto dell'articolo di fondo, riservato al direttore, compare un commento più breve sotto la testatina «Situazione». 
Su quel primo numero il titolo di apertura, che occupava sette colonne sulle otto della pagina, è di politica estera: La distensione a Londra e riferì dei discorsi pronunciati nella capitale inglese da Nikita Chruščëv. In posizione nobile vi era la «Situazione». Alcune firme del numero d'esordio: Giacomo Debenedetti (che pubblica Ossessi di Brancati e indifferenti di Moravia), Roberto Longhi, su una mostra dei maestri italiani della pittura a Parigi e lo scrittore Goffredo Parise. Achille Campanile e Roberto De Monticelli raccontarono in due paginoni le nozze fiabesche a Montecarlo di Grace Kelly con il principe Ranieri.
All'interno, le cronache nazionali ed estere sono riunite sotto l'unica testata di «Fatti della Vita», che rimarrà un marchio distintivo del giornale. Il Giorno introduce anche una pagina interamente dedicata agli Spettacoli ed una ad Economia e finanza: si tratta di due novità assolute nel panorama giornalistico italiano. Scompare la tradizionale terza pagina culturale. La cultura è spostata nella seconda parte del quotidiano, prima degli Spettacoli. Il redattore letterario è Giorgio Zampa. Il «Diario» è la cronaca di Milano. I servizi sportivi sono curati da Gianni Brera. Il talentuoso giornalista pavese costruisce la redazione sportiva: Mario Fossati si occupa del ciclismo, Giulio Signori dell'atletica, Gianni Clerici del tennis, Gian Maria Gazzaniga del calcio, Franco Grigoletti della pallacanestro. L'unica donna in redazione, prima nella redazione di Roma e poi a Milano, è Adele Cambria: cura in particolare una rubrica mondana che appare in prima pagina col titolo Confino rosa. Originale, per un foglio del mattino, è anche la scelta di una pagina dedicata a fumetti e giochi (solamente un altro quotidiano l'ha proposta: Paese Sera). Il Giorno è il primo quotidiano nazionale italiano a dotarsi di un ufficio grafico, cioè un nucleo di giornalisti dediti a tempo pieno all'organizzazione grafica di titoli, testi e immagini sulla pagina.
Il giornale è diretto a tutti quei milanesi che non amano il Corriere della Sera e soprattutto disdegnano quel suo crisma di "ufficialità". Per questo il Giorno deve sempre cercare di stupire ed essere alternativo, dissacrante. Baldacci amava dire ai suoi collaboratori:
Nell'edizione mattutina il quotidiano usciva sempre arricchito con qualche supplemento: Il Giorno dei Ragazzi (per il quale Benito Jacovitti crea, tra i tanti, «Cocco Bill»), della TV, ecc. Amplia l'offerta informativa l'inserto quotidiano di otto pagine a colori stampato in rotocalcografia (novità assoluta nel dopoguerra). Anche la prima pagina è stampata con questa tecnica. La domenica l'inserto è portato a 16 pagine: viene venduto con il giornale dentro.
La testata si schiera politicamente a sostegno del nascente centro-sinistra e in difesa dell'intervento pubblico nell'economia. Per i primi mesi esce in due edizioni giornaliere. Per ragioni di concorrenzialità nei confronti del Corriere, che esce nel pomeriggio con il Corriere d'Informazione, anche il Giorno vara un'edizione pomeridiana, diretta da Giorgio Susini e stampata in formato tabloid; i rilevanti costi di gestione, però, impongono il termine dell'esperimento a fine luglio.
I dati della tiratura media sono buoni per un giornale appena nato: 120-130.000 copie. Però la crisi generata dal deficit prodotto nel primo esercizio induce Del Duca a ritirarsi dall'azionariato. L'Eni di Mattei rimane così l'unico proprietario. "Ufficialmente" il quotidiano appartiene a un gruppo bancario: ancora nel 1958 il premier Adone Zoli e il ministro Giorgio Bo escludono qualsiasi partecipazione statale nella società editrice. Per i primi tre anni il giornale ha problemi di raccolta pubblicitaria: le grandi industrie, infatti, non vogliono apparire sulle pagine del «Giorno». Il quotidiano fatica a trovare inserzionisti privati disposti a comprare spazi pubblicitari.
La situazione si sblocca nel 1959: Oscar Maestro, titolare della SPE, la concessionaria di pubblicità dei giornali dell'Eridania (società privata da sempre in polemica con l'Eni), offre al Giorno la "pace degli zuccherieri" in cambio della gestione pubblicitaria del quotidiano.
Nell'estate 1959 il Giorno si è già collocato tra i maggiori fogli nazionali, raggiungendo le 150 000 copie. Nello stesso anno diventa noto al pubblico come il vero proprietario del quotidiano sia lo Stato. Il 49% appartiene all'Eni di Enrico Mattei, un altro 49% all'IRI e il restante 2% al Ministero delle partecipazioni statali. La mano pubblica si fa sentire alla fine dello stesso 1959: è il governo, allora presieduto da Antonio Segni, che licenzia il primo direttore del Giorno, in una riunione del Consiglio dei ministri del 23 dicembre.

### Gli anni di Italo Pietra
Nonostante il successo di vendite, Il Giorno continua ad avere elevati costi di gestione. Mattei decide, con spregiudicatezza, di utilizzare denaro pubblico per ripianarne i debiti.
A Baldacci viene data la soddisfazione di nominare il suo successore: Italo Pietra, amico e collega fin dai tempi del Corriere della Sera. Pietra rimane alla guida del quotidiano dal 1960 al 1971. Socialista, si batte «per l'incontro tra cattolici e socialisti, per avviare l'Europa a una dimensione più ampia, per dare al nostro Paese strutture più moderne, più giuste, più adatte ai tempi».
Questi sono gli anni più vitali nella storia della testata. La redazione si avvale di una serie di collaboratori fra i più prestigiosi del Paese: Arbasino (famosa una sua intervista allo scrittore Carlo Emilio Gadda nel 1963), Bianciardi, Cederna, Emiliani, Citati, Eco, Pasolini, Ernesto Rossi, e ancora Cassola, Ottiero Ottieri, Soldati, ed altri ancora. Il 14 gennaio 1962 un reportage da Vigevano di Giorgio Bocca sul boom economico diventa uno dei pezzi più citati del giornalismo italiano. 

### La crisi degli anni settanta
Nel 1971 Il Giorno è il quarto quotidiano italiano d'informazione, con una vendita media di 244 276 copie. L'esercizio 1970 si conclude però con una perdita di quasi 3 miliardi e mezzo di lire. L'ENI pensa dapprima a cedere il giornale, poi decide di sostituire Italo Pietra,  considerato un direttore-interventista (per i numerosi articoli scritti sul quotidiano), con un direttore-organizzatore. Avutane notizia in anticipo, Pietra si dimette il 9 giugno.
Al suo posto viene chiamato Gaetano Afeltra. Nel suo editoriale di presentazione, il nuovo direttore afferma, riguardo alla linea politica, che «non muterà l'impegno democratico, civile e, quindi, antifascista. La notizia è sacra, il commento è libero». Afeltra realizza invece un altro progetto: quello di smontare il Giorno per distoglierlo dalle precedenti posizioni politiche. La linea di «disimpegno» e «spoliticizzazione» viene osteggiata dalla redazione, che entra per due volte in sciopero, a breve distanza di tempo: il 27 settembre 1972 e il 20 gennaio 1973. Nel 1973 escono dal giornale, per disaccordi con il direttore, Enzo Forcella, editorialista, e Paolo Murialdi, primo redattore capo. Nella primavera del 1973 Il Giorno aumenta di 20 000 copie la tiratura, ma il passivo rimane elevato. La crisi economica porta alla rinuncia alle pagine a colori e all'inserto in rotocalco.
Nel 1976 anche Giorgio Bocca lascia il quotidiano per partecipare alla fondazione de la Repubblica, "pensato per lo stesso tipo di lettore del Giorno". Oltre a Bocca, il suo fondatore, Eugenio Scalfari, riuscì a portar via dal quotidiano milanese tutte le sue firme illustri: Gianni Brera, Bernardo Valli, Natalia Aspesi, Alberto Arbasino, Pietro Citati, Mario Pirani e Gianni Locatelli. Il quotidiano milanese in poco tempo si ritagliò un suo spazio tra i lettori di centro-sinistra, posizionandosi in un segmento medio-alto. Il Giorno non seppe dare una risposta efficace e cominciò a perdere copie.

### Dal 1980 al 1996

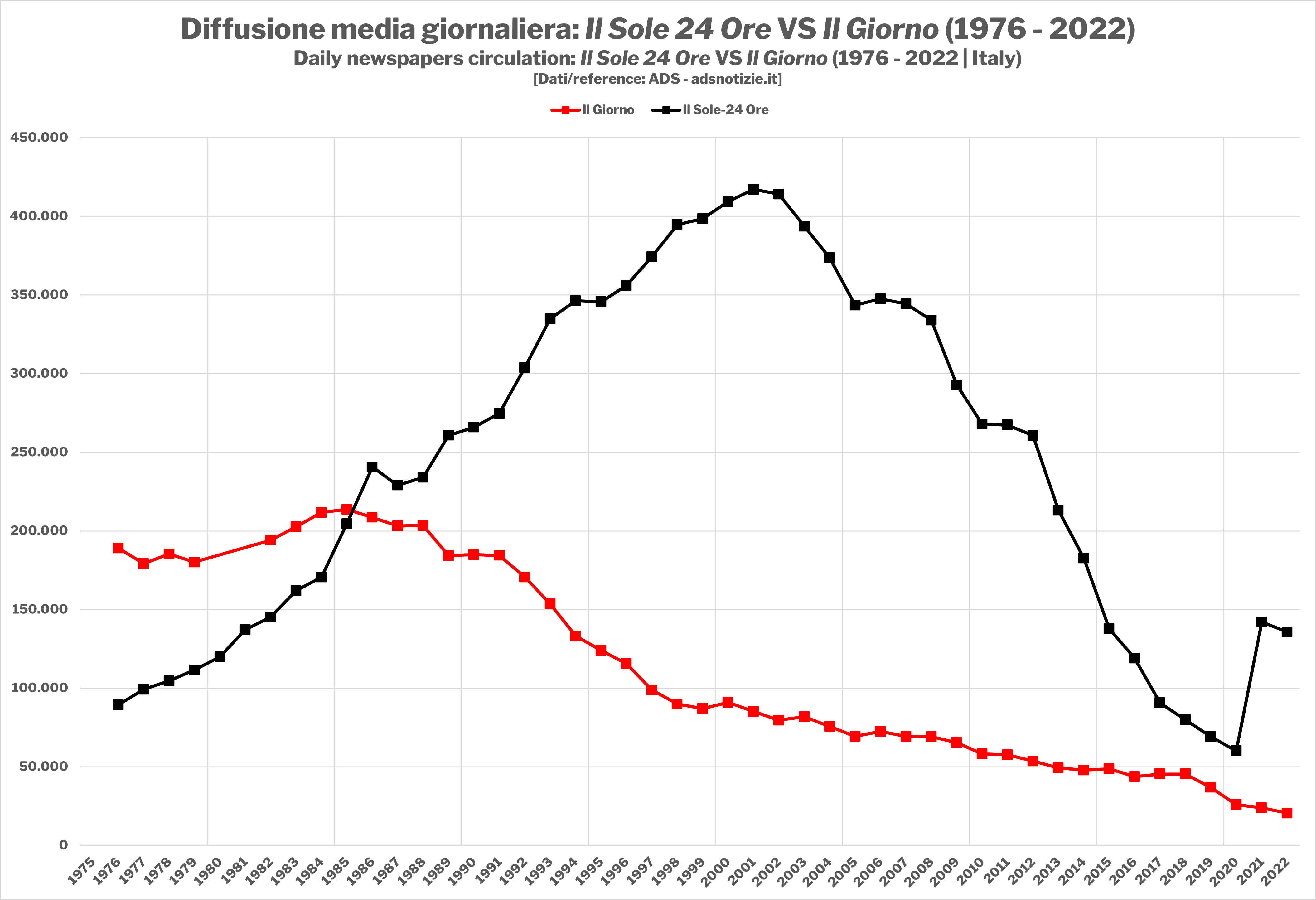
Diffusione giornaliera media de Il Giorno e del quotidiano economico Il Sole 24 Ore (1976 - 2022, dati ADS). Il Giorno fu superato dal 1986 ed ebbe un completo crollo dal 1991 in poi.

Nel 1980 Il Giorno è in crisi di vendite. Approfittando del fatto che il direttore Gaetano Afeltra compì 65 anni, l'ENI decise di sollevarlo dall'incarico e di chiamare Guglielmo Zucconi. Zucconi (all'epoca 61enne, già direttore dei settimanali Domenica del Corriere e Tempo Illustrato) cercò di tornare alle origini e di rifare il giornale irriverente e critico verso il potere dei primi anni. Approvò, inoltre, il ritorno del colore in prima pagina. In occasione dell'attentato a Giovanni Paolo II (13 maggio 1981), Il Giorno uscì con una foto a tutta pagina ritraente il papa in fin di vita. Nel 1982 il quotidiano milanese era il settimo quotidiano italiano con 261 245 copie di tiratura media (il quinto se si escludono i quotidiani sportivi).
Nei suoi quattro anni di direzione (1980-1984) Zucconi cambiò la fattura del giornale. La televisione, ormai presente nelle case di tutti gli italiani, fu trattata in un modo nuovo, raccontando le storie personali degli attori e dei presentatori. Un'altra innovazione fu quella di inserire nelle pagine degli spettacoli la musica leggera, genere ancora negletto perché considerato frivolo. Emersero cronisti come Paolo Martini, Gigi Moncalvo e Massimo Franco. Il Giorno riprese il suo posto di prestigio tra i giornali nazionali. Cominciarono a tornare anche le firme famose, fra cui Massimo Fini.
Nel corso degli anni successivi, però, il quotidiano cominciò a risentire sempre più dell'ascesa del quotidiano economico Il Sole 24 Ore, subendo poi un deciso crollo dal 1991 in poi.

### L'era Poligrafici Editoriale
Nel 1996 Il Giorno vendeva su scala nazionale una media giornaliera di 130 000 copie.
Nel 1997 il quotidiano fu ceduto dall'Eni alla Poligrafici Editoriale S.p.A., quinto gruppo editoriale italiano diretto da Andrea Riffeser Monti. L'operazione costò 11,1 miliardi di lire, ma la casa editrice bolognese ricevette in cambio un finanziamento triennale a fondo perduto di 66 miliardi di lire.
La Poligrafici è già proprietaria di due quotidiani regionali, Il Resto del Carlino e La Nazione, che escono con un'edizione unica a livello nazionale (la testata «Quotidiano nazionale») e con un'edizione distinta a livello regionale. Il Giorno possiede una propria redazione nazionale, che produce autonomamente le notizie. Tale redazione viene sciolta dal nuovo proprietario, il quale stabilisce che il fascicolo nazionale del Giorno avrà le stesse notizie prodotte tra Bologna e Firenze.
Nell'ottobre 2000 il Giorno adotta il formato tabloid così come le altre testate della catena. Accanto alla testata, di cui il direttore è Giovanni Morandi, in prima pagina è riportato il marchio «QN» ("Quotidiano Nazionale").
Nel maggio 2016 la redazione lascia la sede di via Stradivari e si trasferisce in Corso Buenos Aires. Quella attuale è la quinta sede del quotidiano.

## Edizioni
Dal 1997 in poi, la Poligrafici Editoriale e la Monrif hanno dato un nuovo impulso alla copertura delle notizie locali, facendo nascere nuove edizioni lombarde.
Le edizioni de Il Giorno oggi sono: Bergamo, Brescia, Lecco, Sondrio, Como, Varese, Legnano, Monza, Rho-Bollate, Sud-Milano, Sesto-Cinisello, Martesana, Lodi-Pavia, Milano città, Mantova e Cremona, per un totale di circa 150-160 pagine che quotidianamente coprono tutta la Lombardia.
Il Giorno ha una versione online, riportante in tempo reale le principali notizie della Lombardia, suddivise nelle diverse edizioni, e che si integra con le notizie di carattere nazionale ed internazionale del Quotidiano.net, versione online del Quotidiano Nazionale.
Il 5 maggio 2016 viene inaugurata la nuova sede de Il Giorno, in corso Buenos Aires a Milano.

## Direttori
- Gaetano Baldacci (21 aprile 1956 - 31 dicembre 1959)
- Italo Pietra (1º gennaio 1960 - 12 giugno 1972)
- Gaetano Afeltra (13 giugno 1972 - 13 ottobre 1980)
- Guglielmo Zucconi (14 ottobre 1980 - 25 maggio 1984)
- Lino Rizzi (26 maggio 1984 - 27 maggio 1989)
- Francesco Damato (28 maggio 1989 - 31 luglio 1992)
- Paolo Liguori (1º agosto 1992 - 19 settembre 1993)
- Mario Padovani (20 settembre 1993 - 18 dicembre 1995)
- Enzo Catania (19 dicembre 1995 - 28 febbraio 1997)
- Marco Leonelli e Guglielmo Zucconi, 2ª volta (1º marzo-22 dicembre 1997)
- Gabriele Canè (23 dicembre 1997 - 31 maggio 1998)
- Remo Guerrini (1º giugno- 29 novembre 1998)
- Andrea Biavardi (30 novembre 1998 - 22 settembre 1999)
- Vittorio Feltri (23 settembre 1999 - 28 febbraio 2000)
- Umberto Marchesini (1º marzo 2000 - 11 marzo 2002)
- Gabriele Canè, 2ª volta (12 marzo 2002 - 29 aprile 2003)
- Giancarlo Mazzuca (30 aprile 2003 - 29 settembre 2003)
- Xavier Jacobelli (30 settembre 2003 - 1º maggio 2005)
- Pierluigi Fadda (3 maggio 2005 - 2 dicembre 2005)
- Giovanni Morandi (3 dicembre 2005 - 18 dicembre 2011)
- Ugo Cennamo (19 dicembre 2011 - 2 febbraio 2013)
- Giancarlo Mazzuca, 2ª volta (3 febbraio 2013 - 5 maggio 2016)
- Giuliano Molossi (6 maggio 2016 - 31 gennaio 2017)
- Sandro Neri (1º febbraio 2017[32] - 30 giugno 2022)
- Agnese Pini (1º luglio 2022 - in carica)

## Firme storiche
Il Giorno è stato una fucina di giornalisti che sono diventati firme famose del giornalismo italiano: 
- Giorgio Bocca
- Paolo Murialdi
- Bernardo Valli
- Vittorio Emiliani
- Massimo Fini
- Gian Carlo Fusco
- Auro Roselli
- Giampaolo Pansa
- Luigi Veronelli
- Mauro De Mauro
- Tiziano Terzani
- Gianni Brera
- Morando Morandini
- Adele Cambria
- Giorgio Manganelli
- Natalia Aspesi
- Marco Nozza
- Giorgio Zampa
- Enzo Forcella
- Claudia Vinciguerra
- Paolo Glorioso
- Gianni Locatelli
- Alberto Mazzuca
- Pierluigi Magnaschi
- Paolo Bonaiuti
- Marino Bartoletti
- Domenico Campana
- Donata Righetti
- Franco Nasi
- Maria Pezzi
- Pietro Bianchi
- Pier Maria Paoletti
- Maurizio Chierici

## Diffusione
La diffusione di un quotidiano si ottiene, secondo i criteri dell'ADS, dalla somma di: Totale Pagata + Totale Gratuita + Diffusione estero + Vendite in blocco.
| Anno | Media mobile |
| ---- | ------------ |
| 2010 | 57 981       |
| 2009 | 64 952       |
| 2008 | 64 926       |
| 2007 | 65 381       |
| 2006 | 69 353       |
| 2005 | 69 009       |
| 2004 | 74 244       |
| 2003 | 79 113       |
| 2002 | 72 803       |
| 2001 | 79 274       |
| 2000 | 86 684       |
| 1999 | 82 402       |
| 1998 | 84 943       |
| 1997 | 92 951       |
| 1996 | 106 071      |

Dati Ads - Accertamenti Diffusione Stampa